# Basílica Menor de Nossa Senhora das Dores

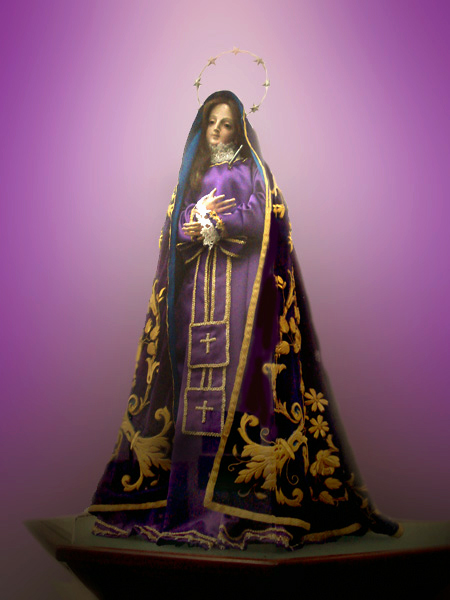
Imagem de Nossa Senhora das Dores no acervo da Basílica.

A Basílica Menor de Nossa Senhora das Dores é uma igreja católica localizada na cidade brasileira de Porto Alegre, à Rua dos Andradas, 587. É a mais antiga igreja da cidade ainda de pé. Sua construção se arrastou por muito tempo e o plano da fachada foi modificado quando ainda estava em obras, exibindo hoje um estilo eclético, mas o interior é ricamente decorado com talha dourada num estilo Barroco tardio com elementos neoclássicos, além de possuir um importante grupo de estátuas barrocas de Cristo, em tamanho natural, representando o ciclo da Paixão. 
Sede de antigas tradições religiosas e de grande significado histórico e artístico, foi tombada em nível nacional pelo IPHAN. Em 2022, a igreja recebeu do Papa Francisco o título de Basílica Menor.

## História
As celebrações em torno dos sofrimentos da Virgem Maria têm origem no século XV, mas somente em 1667 foi estabelecida uma liturgia com iconografia definida. Assim, as chamadas Sete Dores de Maria — a profecia de Simeão, a Fuga para o Egito, a perda de Jesus no Templo aos doze anos, o caminho da cruz, a crucificação, a deposição e o sepultamento de Jesus — passaram a ser representados simbolicamente por sete espadas, ou às vezes uma só, cravadas no coração da Virgem. Esta devoção foi introduzida em Portugal pelos padres Oratorianos de Braga em 1761. No Brasil tentativas de introduzir a devoção datam de meados do século XVIII.
Em Porto Alegre o culto já era registrado em 1799, quando foi criada uma Devoção para celebrar uma missa todas as sextas-feiras em honra de sua Padroeira, entronizada em um altar lateral da Matriz da Mãe de Deus. Seus membros faziam parte da elite da vila, incluindo vereadores, funcionários régios, militares e importantes comerciantes. Esta Devoção foi a origem da Irmandade de Nossa Senhora das Dores, organizada em 1801, tendo na Mesa Diretora o padre Thomé Luiz de Souza, então vigário coadjutor da Matriz. Em assembleia de 1º de maio de 1806 foi decidida a construção de uma igreja, cuja pedra fundamental foi lançada em 1807. Em 13 de março de 1809 uma Licença Régia autorizou a construção. Aparentemente o consistório já havia sido erguido nesta data, e já se procedia à construção da capela-mor, mas em 1810 as paredes da capela desabaram.
Em 16 de janeiro de 1812 a Irmandade foi autorizada a levar sua imagem para a capela-mor que já estava reconstruída e iniciar a celebração de missas. Em 20 de fevereiro de 1813 as missas foram confirmadas por Provisão Episcopal e o translado e consagração da capela ocorreram efetivamente em 25 de junho de 1813. Em 16 de março de 1814 foi realizada a primeira celebração solene de Nossa Senhora das Dores, com grande pompa e luxuosa decoração. Em 22 de novembro de 1817 o Compromisso da Irmandade foi aprovado pelo rei, onde foram estabelecidos os cargos masculinos de prior, vice-prior, secretário, tesoureiro, procurador, vigário do culto do Divino, sacristão-mor, zeladores, irmãos da Mesa, juiz, protetores, andador, e os femininos de priora, diretora, aias da Santíssima Virgem, mordomas e juíza.

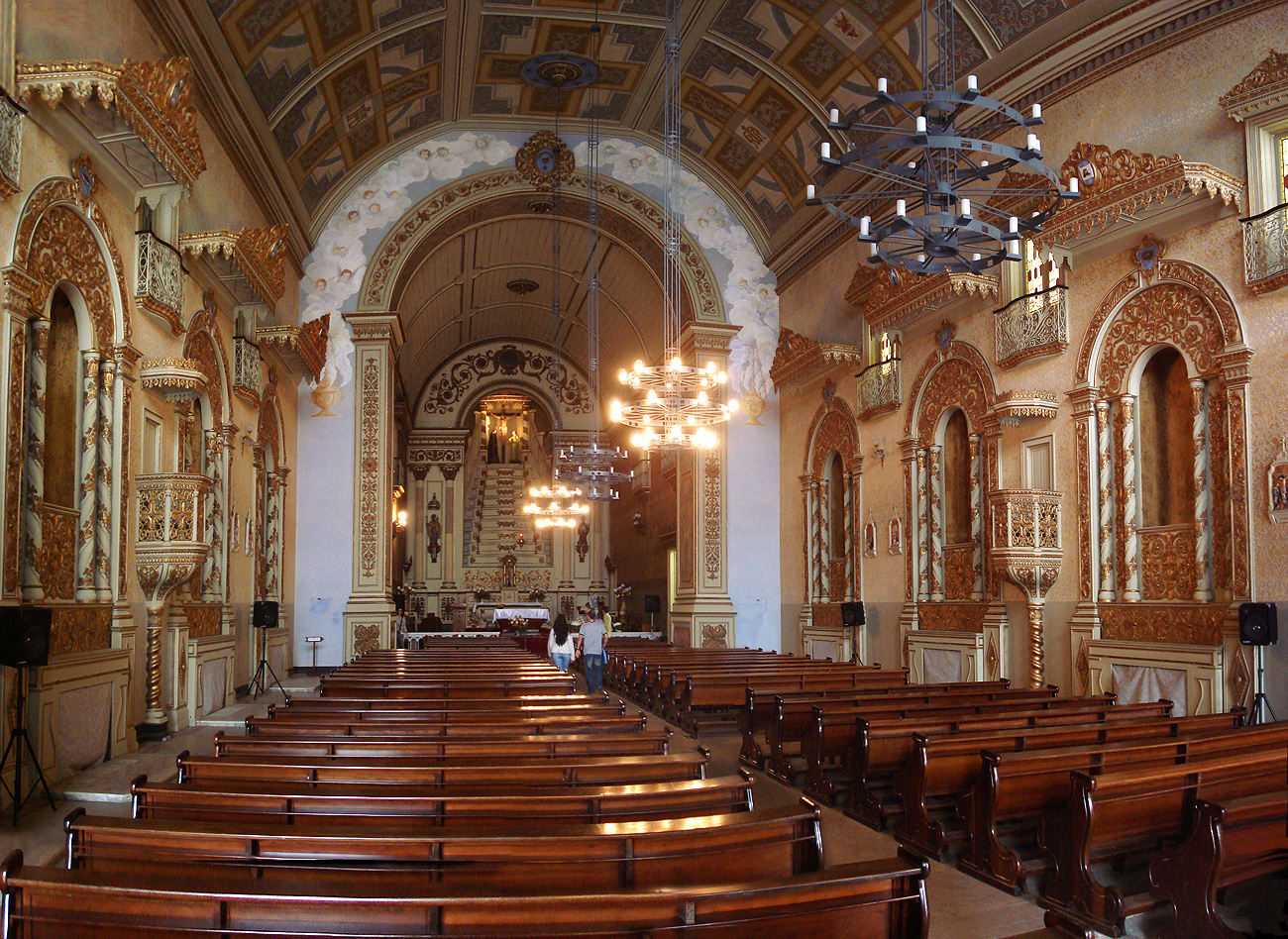
Nave e capela-mor

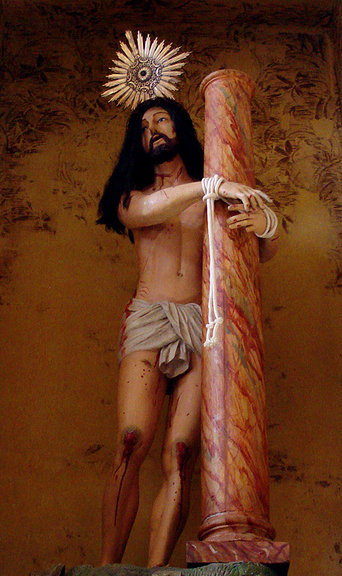
Cristo atado à coluna, em um altar lateral

Em 11 de fevereiro de 1819, por Indulto Apostólico, a Irmandade foi elevada à categoria de Ordem Terceira, subordinada aos padres Servitas. Em 1822 o padre Thomé foi nomeado Comissário Geral da Ordem, responsável pela sua direção espiritual. A Ordem só foi confirmada em 18 de setembro de 1824, mas foi introduzida uma série de exigências para admissão de novos membros, o que criou um conflito interno, esvaziou a Ordem e ameaçou-a de extinção. As novas regulamentações dissolveram em parte o seu caráter de Ordem Terceira, e a partir desta época o sodalício assumiu o nome de Confraria. Entre 1839 e 1840 o prior revogou alguns impedimentos, atraiu de volta antigos dissidentes e aumentou as contribuições. Em 24 de outubro de 1832 havia sido criada uma freguesia autônoma para a igreja, desmembrada da paróquia da Matriz, mas a instalação foi adiada e durante a Revolução Farroupilha (1835-1845) as obras da igreja foram paralisadas. A Confraria resistia à criação da paróquia e alegava não ter condições de manter um pároco permanente, e só receberia um em 1859, quando o imperador Dom Pedro II indicou o padre José Soares do Patrocínio Mendonça para o cargo, assumindo em 22 de outubro.
O edifício até 1846 estava ainda basicamente limitado à capela-mor, servindo como nave um barracão improvisado, quando o Conde de Caxias destinou-lhe quatro contos de réis para início dos alicerces das paredes laterais. Outras doações vieram da Fazenda Provincial e loterias nos anos seguintes, mas até 1856 as obras progrediram muito pouco, quando foram retomadas com mais entusiasmo. Com as paredes erguidas em meados de 1857, João do Couto e Silva instalou o telhado e terminou a fachada (ainda sem revestimento) e a abóbada, terminando esta etapa em 1860. Como o projeto inicial fora alterado, uma comissão foi constituída em 1863 para realizar as necessárias correções, supervisionadas por Luiz Vieira Ferreira e concluídas em 1866. O templo foi então consagrado em 10 de maio de 1868 por Dom Sebastião Dias Laranjeira. A decoração interna de talha ficou a cargo de João do Couto e Silva, e a pintura do forro e douraduras por Germano Traub. A escadaria monumental da frente só seria terminada em 1873, sendo que o acesso anteriormente se dava pela rua Riachuelo, atrás da igreja.
Até o fim do século XIX o edifício não recebera revestimento externo nem possuía torres, e então a comunidade reuniu forças para os arremates necessários. O projeto original em estilo barroco colonial, já desfigurado, foi definitivamente abandonado, e encomendou-se um novo do arquiteto Júlio Weise, que traçou uma fachada em estilo eclético.
Em 1900 a torre ocidental foi inaugurada, e a outra no ano seguinte. As obras só foram terminadas em 1904. Segundo a lenda, a demora na sua conclusão ocorreu devido à maldição de um escravo, condenado à forca injustamente pela acusação do roubo de um colar da imagem de Nossa Senhora. Contudo, o historiador Sérgio da Costa Franco alega que a história é falsa, e a condenação do dito escravo ocorreu em virtude de um assassinato.
No início do século várias estátuas devocionais foram adquiridas. Em 1927 o interior foi reformado e pintado pela empresa de Fernando Schlatter, com uma renovação da talha feita pelo artista Guilherme Callegari. A igreja foi tombada pelo patrimônio histórico e artístico nacional em 1938. A partir de 1951 ocorreu a troca do piso e reforma do teto. Em 1954 a superfície da nave foi revestida de tijolos amarelos e os pisos e forros das capelas laterais foram reforçados. Em 1961 foram colocados 56 bancos novos, devido ao aumento de fiéis.
No período de 1951 até finais dos anos 1970, a igreja ficou aos cuidados dos Padres da Congregação do Santíssimo Sacramento, convidados pelo então Arcebispo de Porto Alegre, Dom Alfredo Vicente Scherer para dar início à Obra da Adoração Perpétua na capital gaúcha, tendo como Santuário a Matriz das Dores.

### Restauro e elevação a Basílica Menor

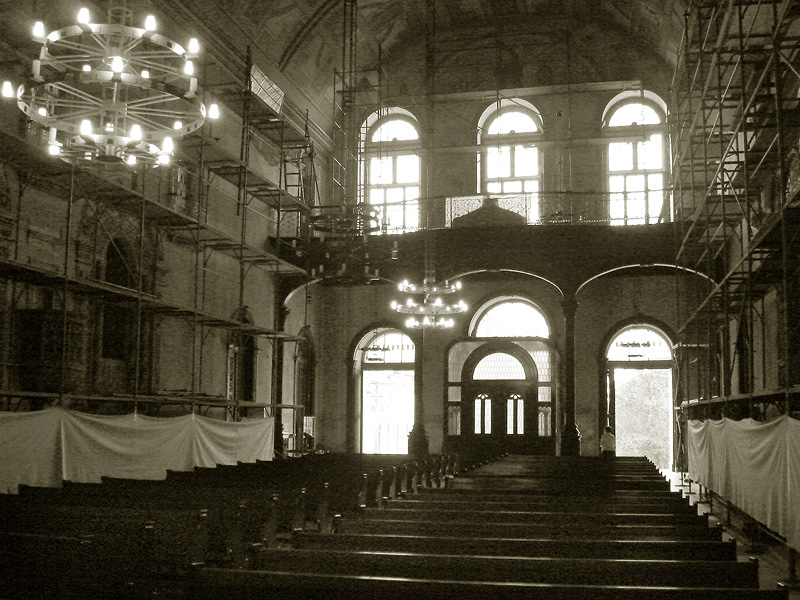
Nave em restauro

Depois de sua conclusão, com o passar dos anos o edifício sofreu séria deterioração, e obras de restauro foram realizadas em caráter emergencial em 1980 no telhado e forro, em 1996 na capela-mor, e em 1998 na escadaria. De 2001 em diante novas obras, desta vez para remodelamento do estacionamento e ampliação do salão de festas, utilizando os recursos provenientes da comunidade e das Leis de Incentivo à Cultura em nível estadual e federal, um projeto que foi continuado a partir de 2003 para recuperação dos bens integrados do interior, tais como altares, forro, pinturas decorativas, coro e outras peças.
A partir de 2008 iniciou-se a recuperação do exterior, tendo sido incluída no Programa Monumenta, com participação do BID, da UNESCO e do Banco Mundial. Também foi planejada a prospecção arqueológica do subsolo e de seus arredores, realizada em parceria com o Projeto de Arqueologia Urbana desenvolvido pelo Museu Joaquim Felizardo. As obras de recuperação terminaram em 2017, com a conclusão da capela-mor. Pinturas parietais antigas foram descobertas durante o restauro.
Em 2022 a igreja recebeu o título de Basílica Menor no Vaticano pelo Papa Francisco, sendo a primeira na capital gaúcha e a terceira no Estado a receber este título.

## O edifício

### Fachada

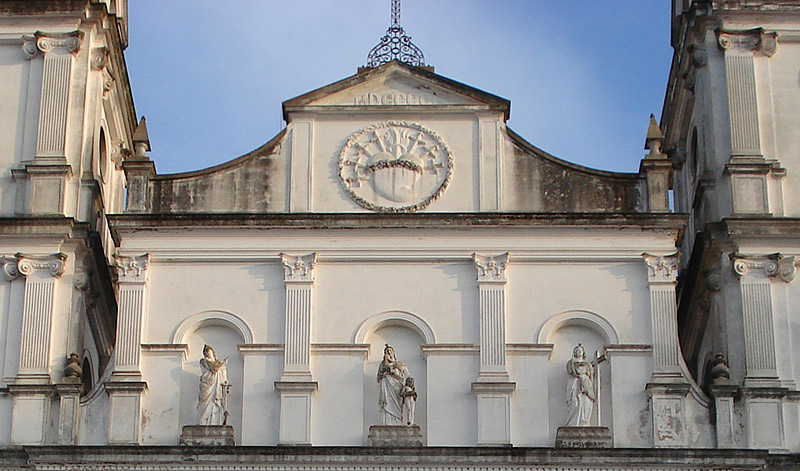
Detalhe da fachada com as estátuas

A Basílica está instalada no topo de uma elevação, e seu acesso se dá a partir da Rua dos Andradas através de um portão de ferro trabalhado sustentado por pilares e uma balaustrada, abrindo-se para um adro e uma escadaria monumental. A fachada foi projetada por Júlio Weise, em um estilo eclético com influência germânica, e tem uma volumetria impositiva, com quatro níveis horizontais divididos por largas cornijas, e três blocos verticais representados pelo corpo do edifício e as duas torres laterais, também cortadas pela continuação das cornijas.
No nível térreo do corpo se abrem três portas de arco redondo emolduradas em pedra, separadas por pilastras de fuste canelado e capitel coríntio, sustentando uma cornija decorada com motivos geométricos. No nível superior se abrem três janelões com balaustradas no alinhamento com as portas abaixo, e também com arco redondo. As pilastras igualmente se repetem, e sustentam uma cornija com a inscrição VENERÁVEL ORDEM TERCEIRA DE NOSSA SENHORA DAS DORES. No alinhamento dos janelões, no terceiro nível foram criados três nichos de arco redondo, onde foram instaladas estátuas de João Vicente Friedrichs representando a Fé, a Esperança e a Caridade. As pilastras deste nível são mais delgadas e em menor número. Sobre todo conjunto se ergue um frontão triangular no qual foi inscrita a data de MDCCCC (1900), ladeado de dois pequenos pináculos e coroado por uma cruz de ferro trabalhado, e por debaixo da data há um baixo-relevo de um coração transfixado por sete espadas e cercado por uma coroa de espinhos, simbolizando as dores de Maria.
As duas torres laterais têm desenho idêntico. A partir de uma base decorada com reboco em imitação de pedra aparelhada, sobe um segundo nível com um nicho perfurado por uma pequena janela ogival. No terceiro nível se abrem arcos vazados para sinos, esquema repetido no quarto nível, com o diferencial de neste haver um óculo sobre o arco. Todos os níveis são ladeados por pilastras coríntias. Os volumes das torres são coroados por complexos coruchéus prismáticos com aberturas e balaustradas, terminados por rosas dos ventos de metal.

### Interior

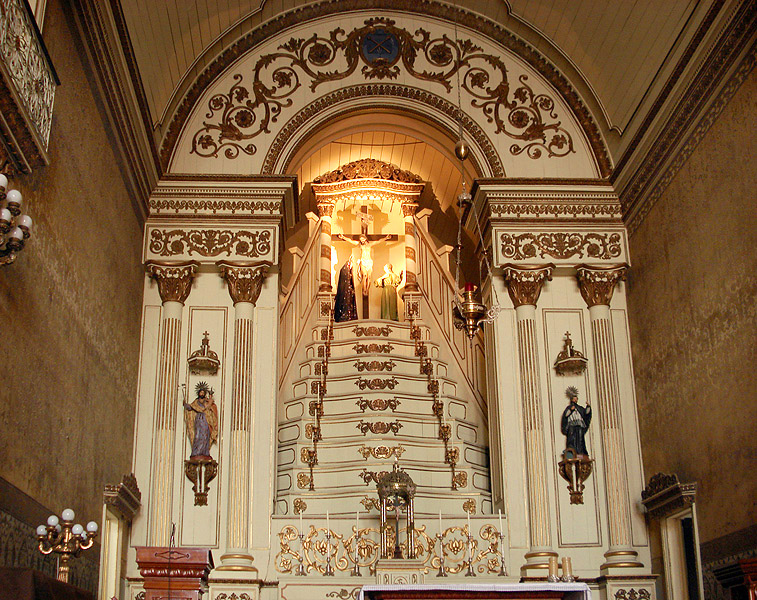
Altar-mor

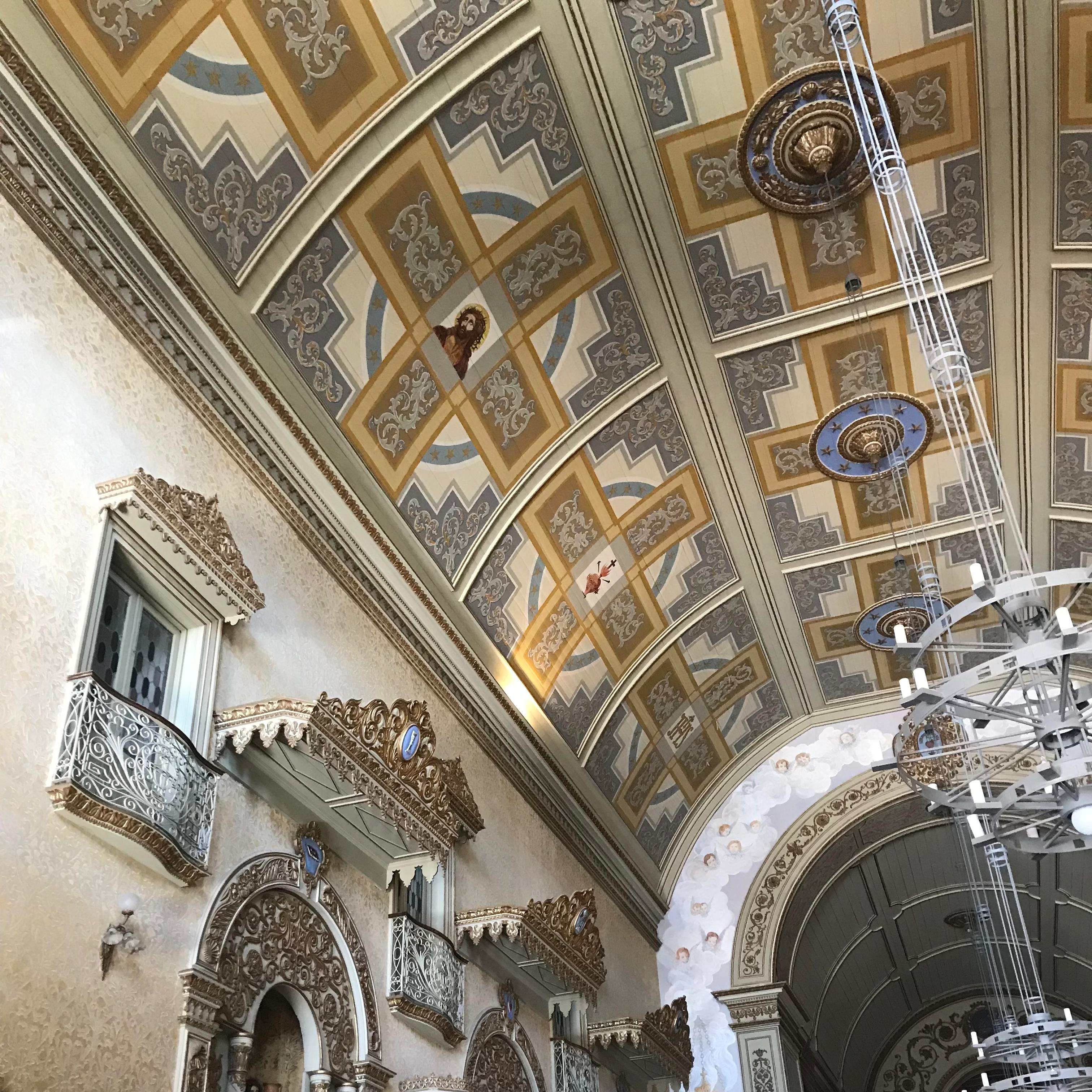
Detalhes das sancas e do teto

Seu interior ainda apresenta muito das primitivas feições coloniais. A entrada se faz através de três portas, sendo que a central desemboca em um para-vento envidraçado. Acima existe um coro de madeira, suportado por arcos e colunas coríntias. Há uma só nave, ladeada por uma série de altares ricamente entalhados e dourados por João do Couto e Silva, com perfil em arco redondo e larga moldura decorada, colunas salomônicas e baldaquinos, além de nichos para estatuária. Também se alinham na nave diversas tribunas com portas de vitral e gradis bombée em ferro trabalhado, e dois púlpitos. A pintura do teto, dividido em caixotões, é obra de Germano Traub, basicamente em motivos florais e geométricos, com medalhões figurativos. Os lustres são um trabalho contemporâneo.
A capela-mor é delimitada por um grande arco redondo com um friso floral e uma pintura com querubins. Possui também tribunas e o altar-mor é uma bela peça em estilo escalonado, já de traços neoclássicos, com um grupo escultórico no topo, com imagens de Cristo na cruz, ladeado pela Mater Dolorosa e por São João. Desta capela abrem-se portas para outra capela à esquerda, mais simplesmente decorada, e salas de administração à direita.
A basílica possui diversas estátuas preciosas, dentre elas sete imagens representando os passos da Paixão de Jesus Cristo, trazidas de Portugal em 1871; duas imagens da santa padroeira da basílica, uma de 1820, com rosto de porcelana, e outra da segunda metade do século XVII, com espada e diadema de prata; um São Francisco Xavier, vindo da Itália, e um Imaculado Coração de Maria, oriundo da Espanha.
A basílica conta ainda com um significativo acervo de peças artísticas e históricas que não estão em uso, como livros, estátuas, pinturas, gravuras, objetos decorativos, mobília, paramentos litúrgicos, ornamentos e outros. Há planos para constituir um museu de arte sacra com este acervo.